# Kung Pow: Enter the Fist
Kung Pow: Enter the Fist is een Amerikaanse actie komedie uit 2002, geschreven en geregisseerd door Steve Oedekerk. Oedekerk speelt eveneens de hoofdrol. Kung Pow is een parodie op de film uit 1976: Tiger and Crane Fist (ook bekend als Savage Killers).